# Costa Motta (sobrinho)

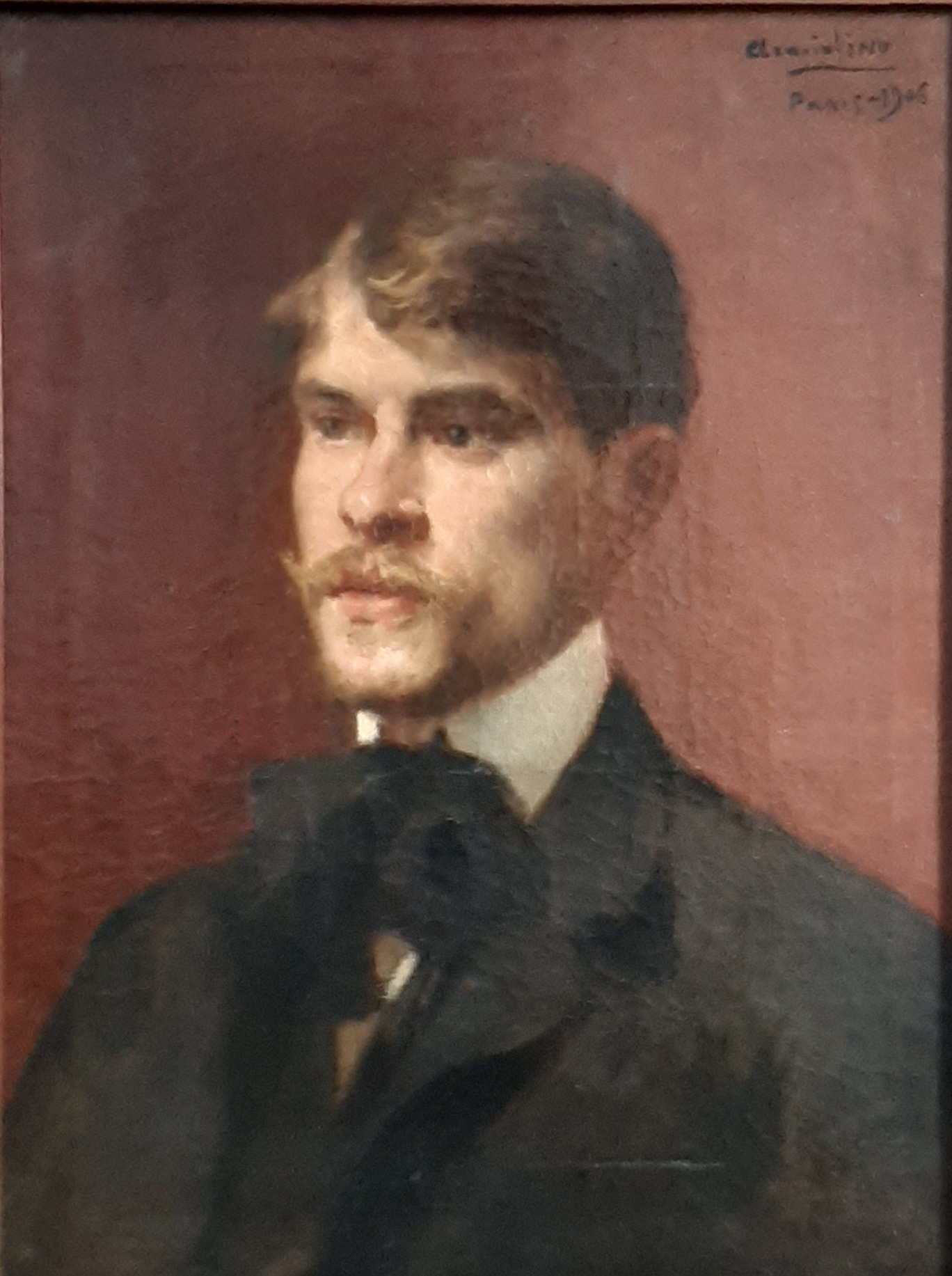
Costa Motta (sobrinho) - Paris, 1906

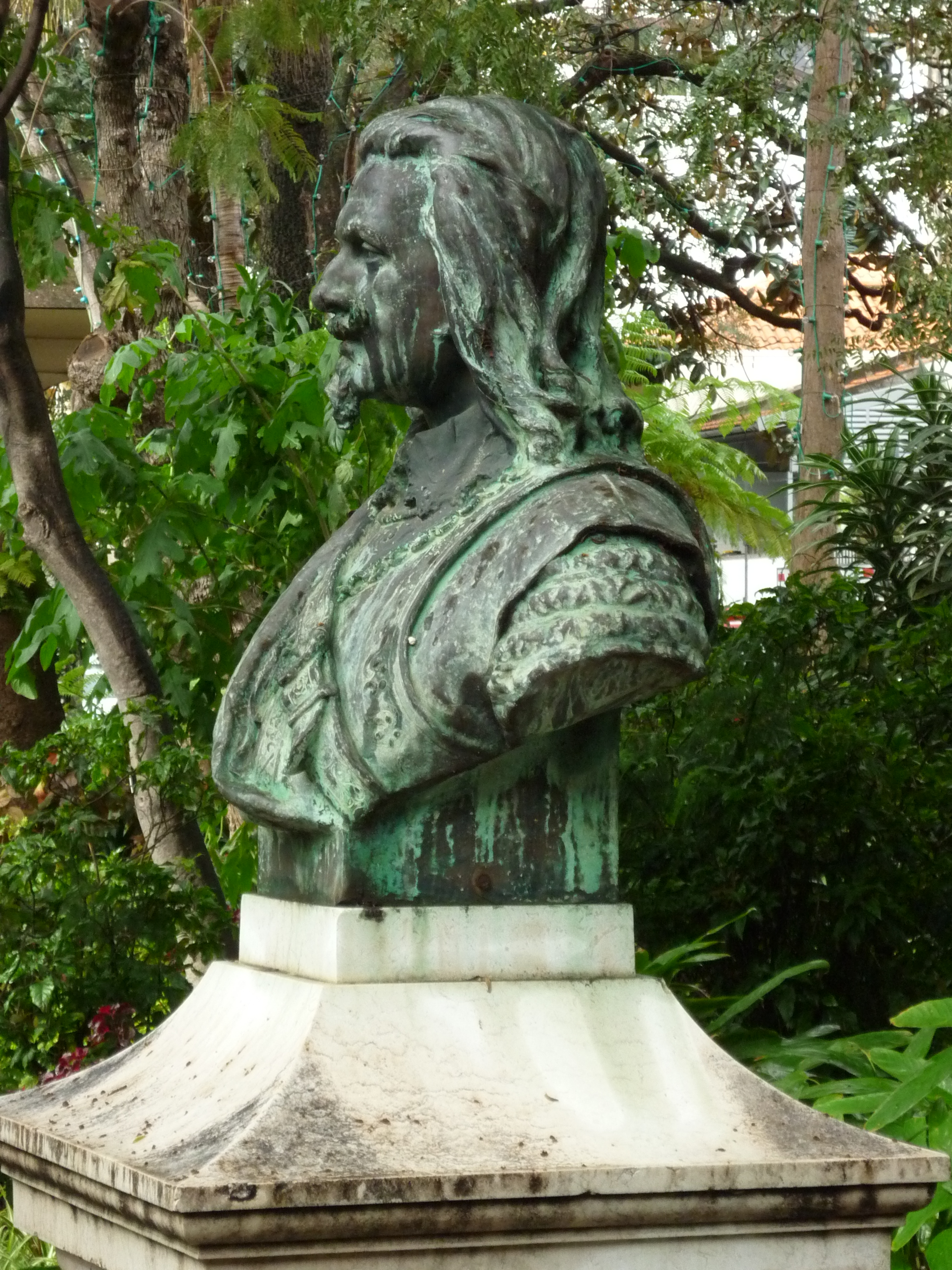
Busto de João Fernandes Vieira, Funchal

António Augusto da Costa Motta (Coimbra, 1877 – Lisboa, 1956), conhecido por Costa Motta (sobrinho), foi um escultor português. 
Era sobrinho do escultor, seu homónimo, António Augusto da Costa Motta, conhecido por Costa Motta (tio), e também sobrinho do pintor Júlio da Costa Motta, um dos fundadores e professores da Escola Livre de Artes e Desenho de Coimbra. 

## Obras
- Busto de Fialho de Almeida, 1913, a pedido de Júlio Dantas, para a Biblioteca Nacional, Lisboa
- Busto do Actor Taborda, 1914, em bronze, no Jardim da Estrela, Lisboa
- Busto de Júlio de Castilho, 1929, no Miradouro de Santa Luzia, Lisboa
- Busto do Dr. Joaquim Augusto Amorim da Fonseca, em bronze, no Largo Dr. Amorim da Fonseca, em Loriga
- Busto de Fausto Guedes Teixeira, no Jardim da República, Lamego
- Monumento a Rosa Araújo, 1929, na Avenida da Liberdade, Lisboa
- Grupos Escultóricos de tamanho natural, em barro, representando os passos da via-sacra, 1938–1939, encomenda do Conselho Nacional de Turismo, na Mata do Buçaco
- Busto de Silva Porto, 1950, em pedra, no Parque Silva Porto (Mata de Benfica), Lisboa, por iniciativa da Sociedade Nacional de Belas Artes